# ليمور ساهامالازا المرح
ليمور ساهامالازا المرح (الاسم العلمي: Lepilemur sahamalazensis) هو نوع من الليمور المرح، يتوطن في شمال مدغشقر.